# Estadio La Portada
Estadio La Portada – wielofunkcyjny stadion, najczęściej używany jako stadion piłkarski, znajdujący się w mieście La Serena w Chile. Jest to domowy stadion klubu Deportes La Serena.
Stadion został zbudowany w 1952 roku, ale został zmodyfikowany w 2015 roku na potrzeby Copa América. Obiekt może pomieścić 18 243 widzów.
Był jednym z 9 stadionów, na których odbywały się mecze Copa América 2015.